# Europameisterschaften im Synchronschwimmen
Die Europameisterschaften im Synchronschwimmen sind von European Aquatics ausgetragene Europameisterschaften im Synchronschwimmen.
Die ersten Europameisterschaften im Synchronschwimmen fanden im Rahmen der Schwimmeuropameisterschaften 1974 in Wien statt. Die Wettbewerbe wurden bis ins Jahr 1999 im Zweijahresrhythmus ausgetragen, das heißt, es fanden in allen ungeraden Jahren Schwimmeuropameisterschaften statt. Ab dem Jahr 2000 wurde dieser Rhythmus in die geraden Jahre verlegt. 2012 sollten die Schwimmeuropameisterschaften ursprünglich in Antwerpen stattfinden. Jedoch wurden diese aus finanziellen Gründen nach Debrecen verlegt, sodass das Synchronschwimmen in Eindhoven ausgetragen wurde, Es waren die ersten separaten Europameisterschaften im Synchronschwimmen. Im Jahr 2025 finden erneut separate Europameisterschaften im Synchronschwimmen statt, diesmal erstmals außerhalb des Zweijahresrhythmus.

## Austragungen
| Nr. | Jahr | Ort       | Land                   | Anmerkung                      |
| --- | ---- | --------- | ---------------------- | ------------------------------ |
| 1   | 1974 | Wien      | Österreich             |                                |
| 2   | 1977 | Jönköping | Schweden               |                                |
| 3   | 1981 | Split     | Jugoslawien            |                                |
| 4   | 1983 | Rom       | Italien                |                                |
| 5   | 1985 | Sofia     | Bulgarien              |                                |
| 6   | 1987 | Straßburg | Frankreich             |                                |
| 7   | 1989 | Bonn      | BR Deutschland         |                                |
| 8   | 1991 | Athen     | Griechenland           |                                |
| 9   | 1993 | Sheffield | Vereinigtes Königreich |                                |
| 10  | 1995 | Wien      | Österreich             |                                |
| 11  | 1997 | Sevilla   | Spanien                |                                |
| 12  | 1999 | Istanbul  | Türkei                 |                                |
| 13  | 2000 | Helsinki  | Finnland               |                                |
| 14  | 2002 | Berlin    | Deutschland            |                                |
| 15  | 2004 | Madrid    | Spanien                |                                |
| 16  | 2006 | Budapest  | Ungarn                 |                                |
| 17  | 2008 | Eindhoven | Niederlande            |                                |
| 18  | 2010 | Budapest  | Ungarn                 |                                |
| 19  | 2012 | Debrecen  | Ungarn                 | separate Europameisterschaften |
| 20  | 2014 | Berlin    | Deutschland            |                                |
| 21  | 2016 | London    | Vereinigtes Königreich |                                |
| 22  | 2018 | Glasgow   | Vereinigtes Königreich |                                |
| 23  | 2020 | Budapest  | Ungarn                 |                                |
| 24  | 2022 | Rom       | Italien                |                                |
| 25  | 2024 | Belgrad   | Serbien                |                                |
| 26  | 2025 | Funchal   | Portugal               | separate Europameisterschaften |
| 27  | 2026 | Paris     | Frankreich             |                                |